# De overlevenden
De overlevenden is een stripverhaal uit de reeks van De Rode Ridder. Het is geschreven en getekend door Karel Biddeloo. De eerste albumuitgave was in 1984.

## Het verhaal
Het verhaal begint met de achtervolging van een jonge vrouw, die enkele van haar achtervolgers uitschakelt met vallen. Op het moment dat ze toch wordt gegrepen, grijpt Johan in en redt haar. Ze wijken uit naar de ruïnes van de vesting Kassarkan. Ook hier zijn vallen verstopt die slachtoffers maken onder de achtervolgers, die daarop terugtrekken. 
De jonge vrouw, Almeïda, vertelt de geschiedenis van de vesting die belegerd werd door Morgon de Veroveraar. De strijd werd onbeslist. 
Jaren later is Morgon teruggekeerd met een troep om jacht te maken op de schat van Kassarkan en heeft daarbij Almeïda nodig, die de dochter blijkt te zijn van de voormalige keizerin van Kassarkan. Om zijn doel te bereiken maakt Morgon gebruik van Zhaüm de magiër, die zwarte kunst beoefent. Met hulp van de Alziende Kristallen Bol kan Zhaüm de aanval coördineren. Maar deze mislukt vanwege taaie tegenstand van Johan en Almeïda. Een tweede aanval mislukt vanwege onverklaarbare steenval. De mannen van Morgon zien hier iets mystieks in en worden bang. Met bruut geweld herstelt Morgon zijn gezag. 
Almeïda licht Johan verder in over het beleg van Kassandra. Met dodelijke ziektekiemen gevulde bollen wist Morgon het garnizoen uit te schakelen, nadat de keizerin in zijn tent probeerde te onderhandelen met Morgon. Echter het garnizoen weet in hun doodstrijd hun geheime wapen in te zetten, waarbij het leger van Morgon onherstelbaar blind raakt. Morgon, Zhaüm en enkele strijders weten te ontsnappen, net als de kleine Almeïda die haar moeder was gevolgd.
Morgon weet intussen het kasteel binnen te dringen, maar zijn krijgers worden op mystieke manier gedood. Er blijkt een tweede overlevende te zijn, Lorgan. Lorgan was immuun voor de ziekte. Hij heeft Almeïda opgevoed en ingewijd in de geheimen van de vesting. Lorgan wordt gedood door Morgon. Johan levert daarop een strijd met hem op leven en dood. Almeïda weet intussen Zhaüm te doden. Ook Johan weet Morgon uiteindelijk dodelijk te treffen. Morgon vraagt waar de schat is verstopt. Als Almeïda het vertelt, stort Morgon zich in de diepe waterput en ziet in zijn laatste ogenblikken de schat. 
Johan brengt daarop Almeïda naar het hof van de koning. 

## Achtergronden bij het verhaal
- In deze uitgave werd Johan te paard op het titelblad voor het eerst ingekleurd.
- Bij de eerste druk werd een 45-toerenplaatje meegegeven met daarop een Rode Ridder-lied.